# Piers Sellers
Piers John Sellers (Crowborough, 11 aprile 1955 – Houston, 23 dicembre 2016) è stato un astronauta britannico naturalizzato statunitense. Partecipò alle missioni spaziali Shuttle STS-112, STS-121 e STS-132 come specialista di missione.

## Biografia
Sellers è nato nella contea di Sussex in Gran Bretagna. Era sposato e padre di due figli.
Nel 1976 ha conseguito un Bachelor of science in Ecologia presso l'Università di Edimburgo, nel 1981 ha preso il dottorato in biometeorologia presso l'Università di Leeds. Sellers ha lavorato nel campo della meteorologia prevalentemente in modelli al computer di sistemi climatici.
Nel 1982 si trasferì con la moglie nel Maryland negli Stati Uniti d'America. Dal 1984 tentò di diventare astronauta ma il non essere cittadino statunitense fu un problema. Nel 1991 venne naturalizzato cittadino degli Stati Uniti.

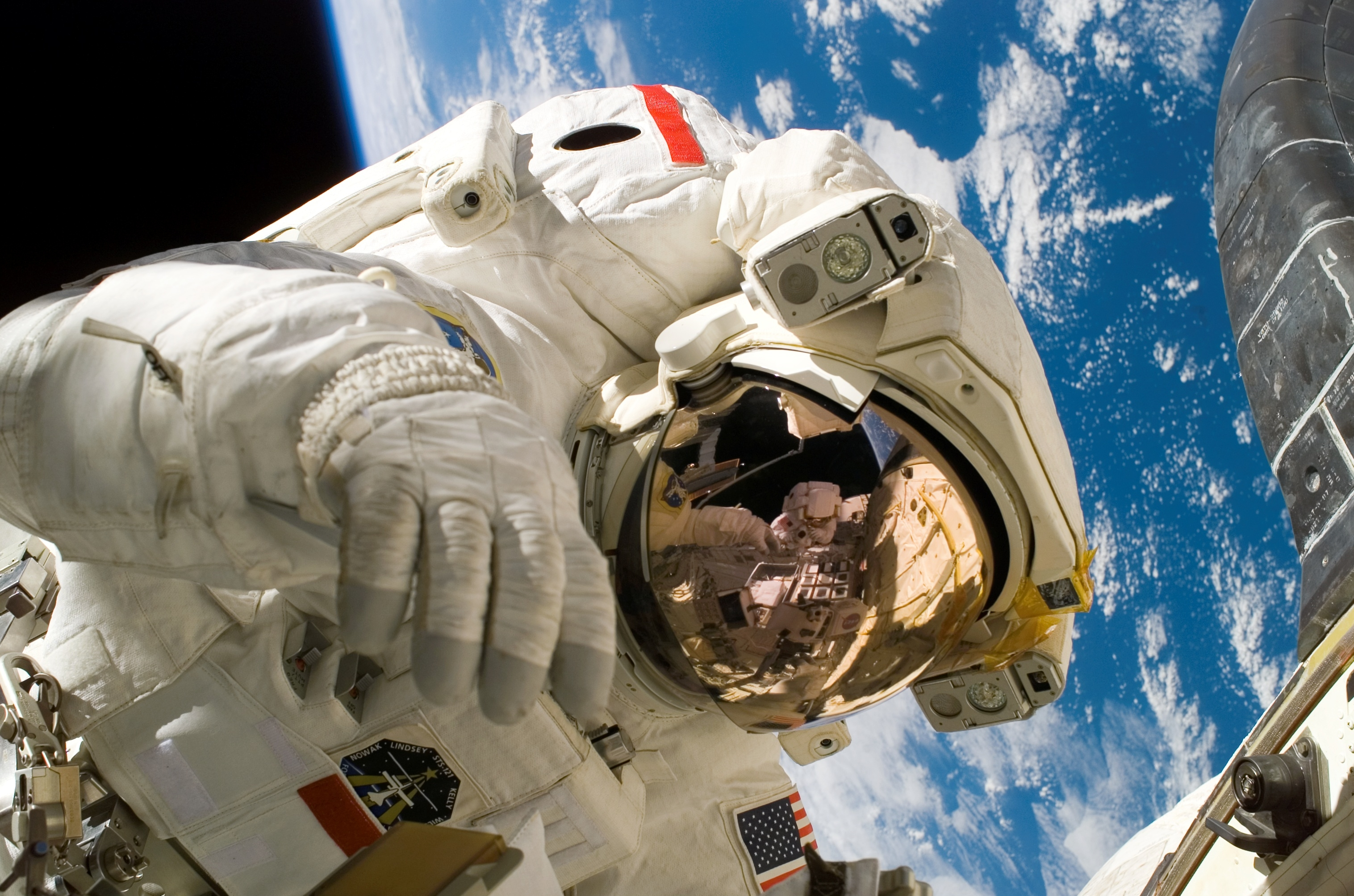
Piers Sellers nella passeggiata spaziale della missione STS-121

Sellers venne selezionato come astronauta dalla NASA nel 1996. La sua prima missione spaziale è stata la STS-112 dello Shuttle del 2002 nella quale ha compiuto tre passeggiate spaziali insieme con David Wolf. Nell'estate del 2006 ha volato nuovamente con la STS-121 nella quale ha compiuto un'altra passeggiata spaziale con Michael Fossum.
Nel maggio 2010 ha partecipato alla sua ultima missione STS-132 e si è ritirato l'anno successivo.
Nel 2016 appare nel documentario prodotto da Leonardo DiCaprio Punto di non ritorno - Before the Flood.
È deceduto il 23 dicembre 2016 a causa di un cancro al pancreas.